# Push-ball
Push-ball (ang. "pusz bol" – dosł. "piłka do popychania") – gra dwóch drużyn polegająca na przetaczaniu ogromnej piłki do bramki przeciwnika. W USA i Anglii rozgrywana również konno.